# 上甘岭林业局
上甘岭林业局是一个位于中华人民共和国黑龙江省伊春市友好区的类似乡级单位，亦是黑龙江伊春森工集团所属的一个林业局。
上甘岭林业局位于小兴安岭腹地，汤旺河中游。施业区面积146070公顷，活立木总蓄积7791162立方米，森林覆被率为81%。

## 行政区划
上甘岭林业局下辖以下单位：
山峰林场、阳光林场、新风林场、卫国林场、查山经营所、溪水经营所、蔚兰经营所、永绪经营所、美林经营所和红山经营所。